# Inge Plettenberg

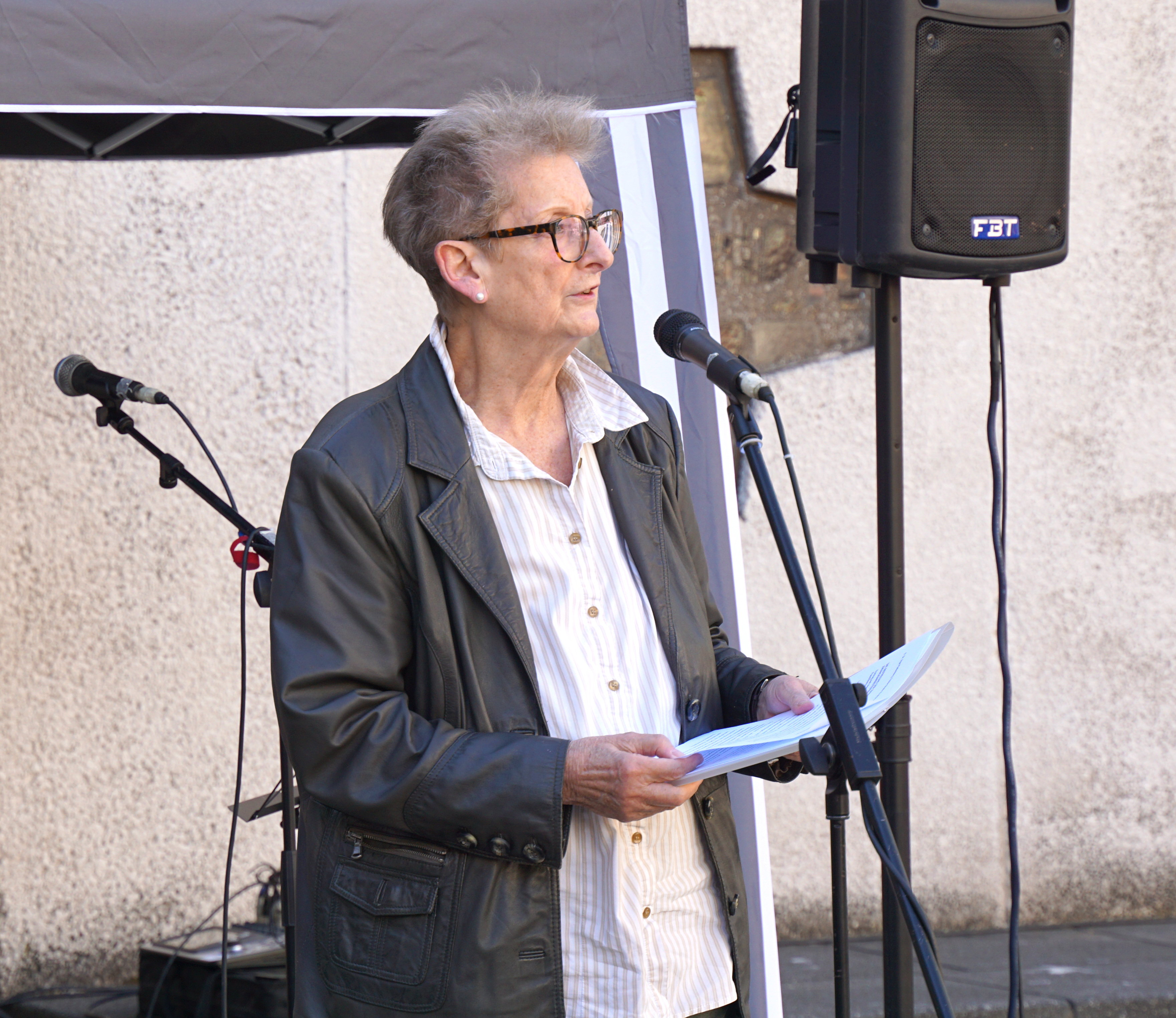
Inge Plettenberg

Inge Plettenberg (* 19. August 1946 in Merzig) ist eine deutsche Historikerin, Publizistin und Fernsehredakteurin.

## Leben
Sie studierte 1969–1975 an der Universität des Saarlandes und promovierte 1986 mit der Dissertation Die Sowjetunion im Völkerbund 1934 bis 1939. Von 1985 bis 1989 war sie wissenschaftliche Mitarbeiterin beim Regionalgeschichtlichen Museum des Stadtverbandes Saarbrücken. Von 1988 bis 2004 war sie freie Fernsehjournalistin und von 2004 bis 2011 Fernsehredakteurin beim Saarländischen Rundfunk.
Seit 1987 veröffentlichte sie mehrere Publikationen insbesondere zur nationalsozialistischen Zwangsarbeit im Saarland. Seit 2013 ist sie freie wissenschaftliche Mitarbeiterin des Weltkulturerbes Völklinger Hütte.

## Werke

### Bücher
- Die Sowjetunion im Völkerbund 1934 bis 1939 – Bündnispolitik zwischen Staaten unterschiedlicher Gesellschaftsordnung in der internationalen Organisation für Friedenssicherung: Ziele, Voraussetzungen, Möglichkeiten, Wirkungen. Pahl-Rugenstein Verlag 1987, Dissertation, ISBN 3-7609-5230-5.
- Feind schafft mit: Ausländische Arbeitskräfte im Saarland während des Zweiten Weltkrieges. Ottweiler Druckerei 1992, ISBN 978-3-923755-32-5, (Ko-Autor Hans Henning Krämer).
- Zwangsarbeit in der Völklinger Hütte. Hrsg.: Meinrad Maria Grewenig, Edition Völklinger Hütte 2018, ISBN 978-3-935692-04-5.
- Mordfall Röchling – Der Tod eines Stahlindustriellen an der Heimatfront, 1944. Geistkirch Verlag 2021, ISBN 978-3-946036-23-4.

### Fernsehdokumentationen
- Hermann Röchling oder Der Krieg als industrielle Herausforderung. 1990, gemeinsam mit Christian Fuchs und Franz Lehmkuhl.
- Der Gauleiter. Josef Bürckel – Lebensweg eines Politikers aus der Pfalz. 1992
- Polina und die Milliarde aus Bonn. Fernsehdokumentation 1992
- Hubert im Wunderland. Porträt eines vergessenen Saarländers. 1993
- Bomben-Story. Die Schutzengel eines Industriedenkmals. 1997
- Soldatenmord – Die Schüsse von Lebach. 2001
- Der Mörder in der Mülltonne. 2003
- Prinzgemahl: der Mann an ihrer Seite. 2004
- Röchlings letzte Zeugin. Die Geschichte eines mysteriösen Mordes. 2011